# Crataegus cuneata
Crataegus cuneata är en rosväxtart som beskrevs av Sieb. och Zucc.. Crataegus cuneata ingår i Hagtornssläktet som ingår i familjen rosväxter. Utöver nominatformen finns också underarten C. c. tangchungchangii.

## Bildgalleri

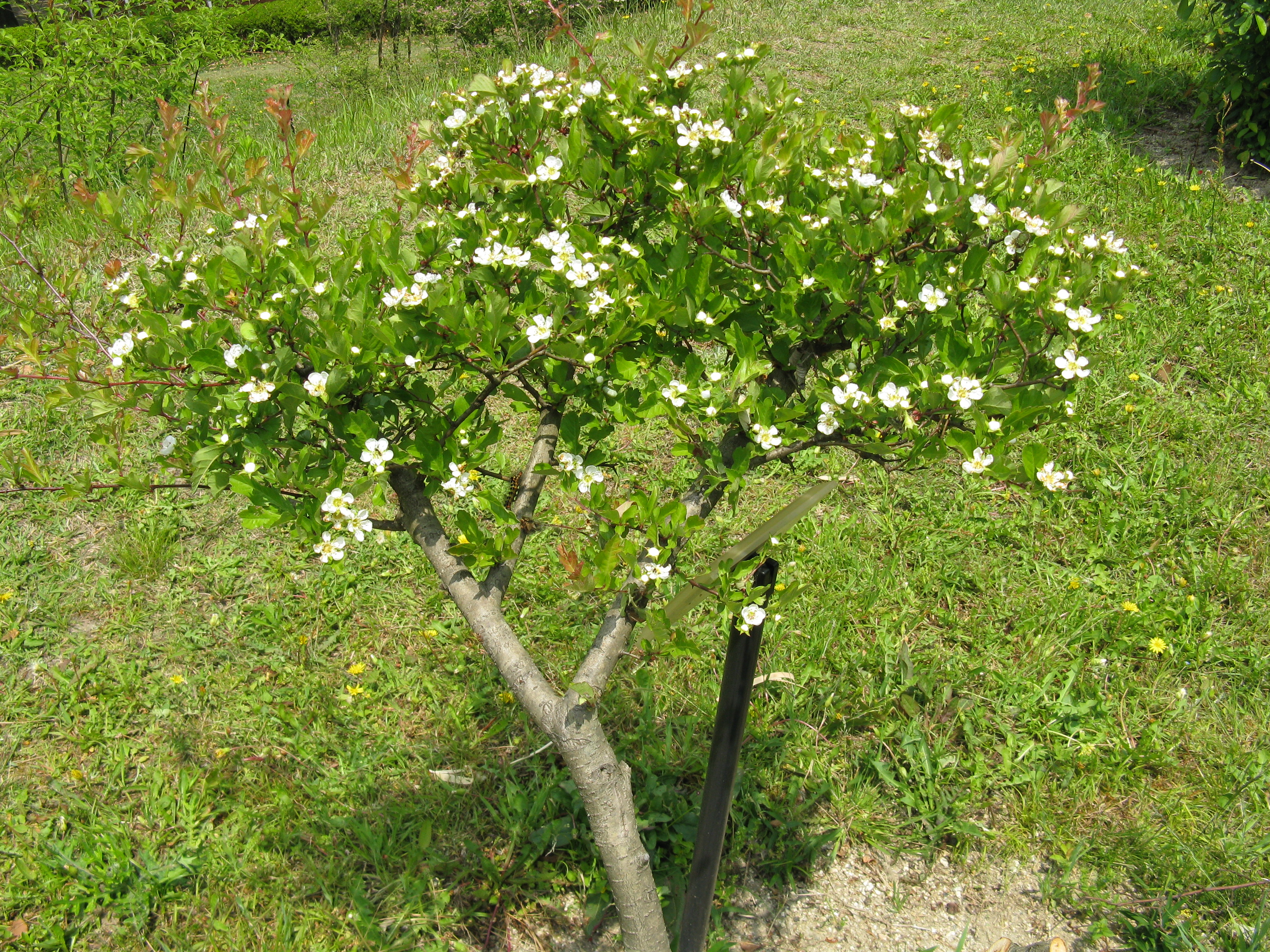
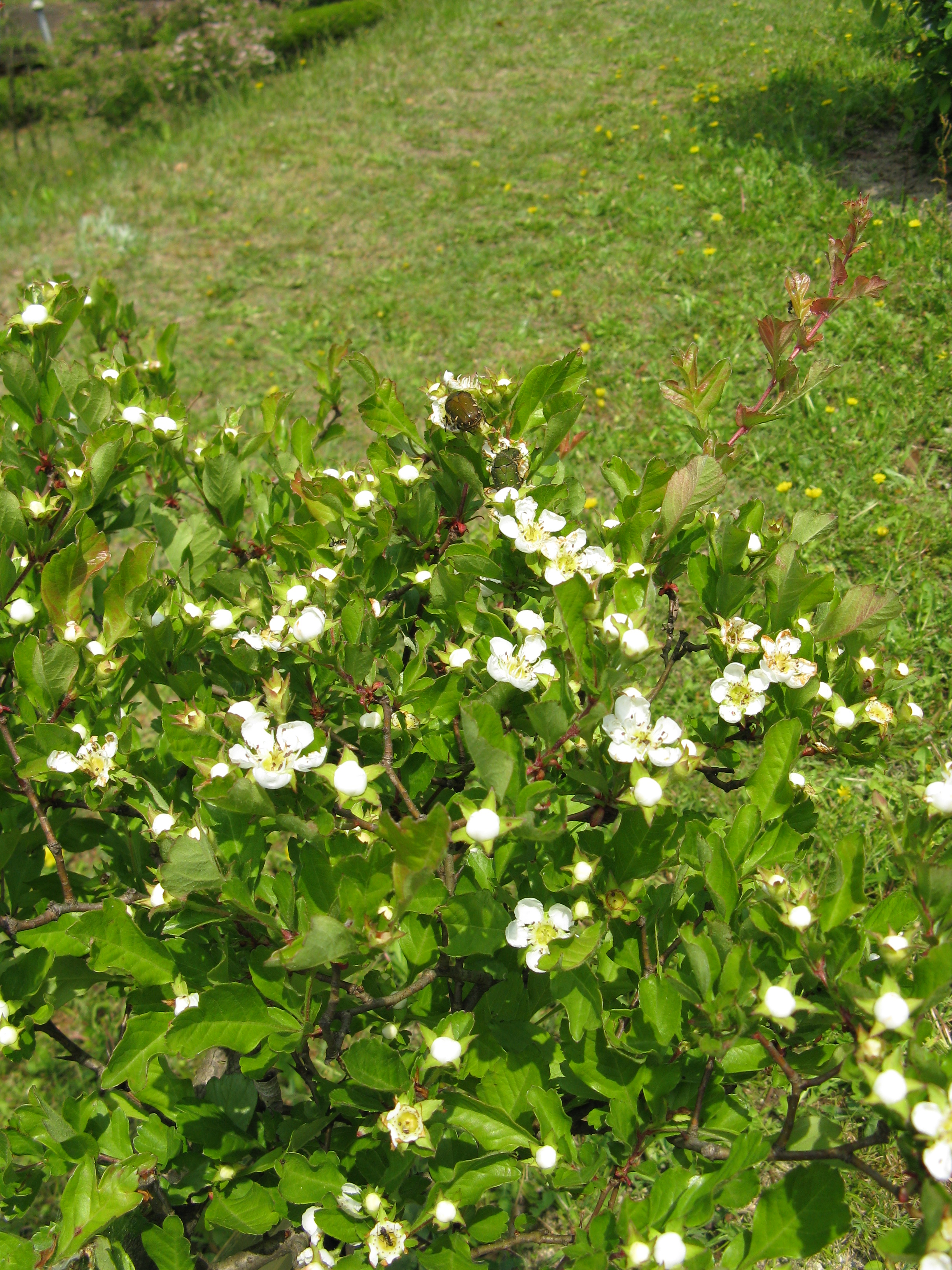
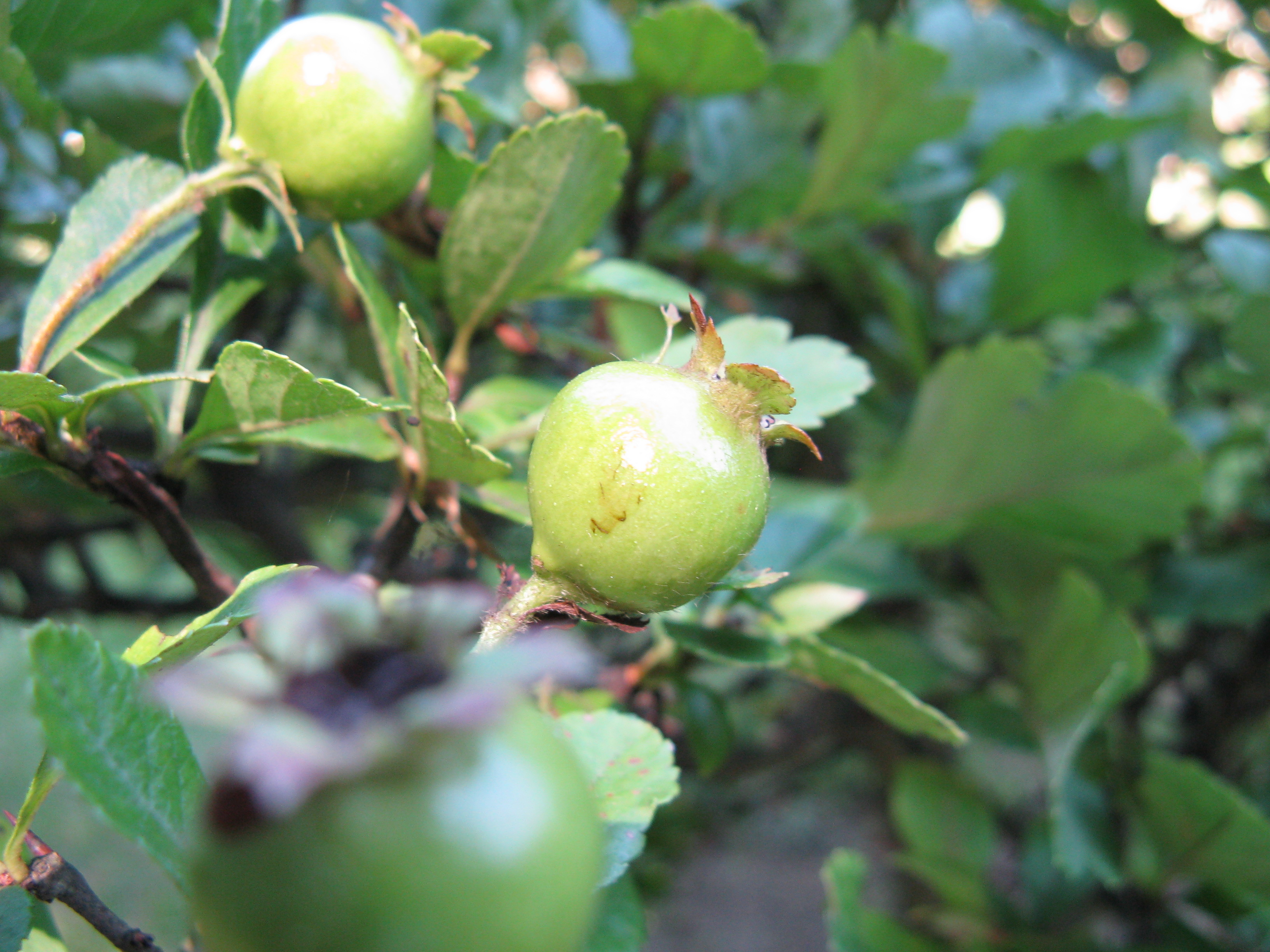
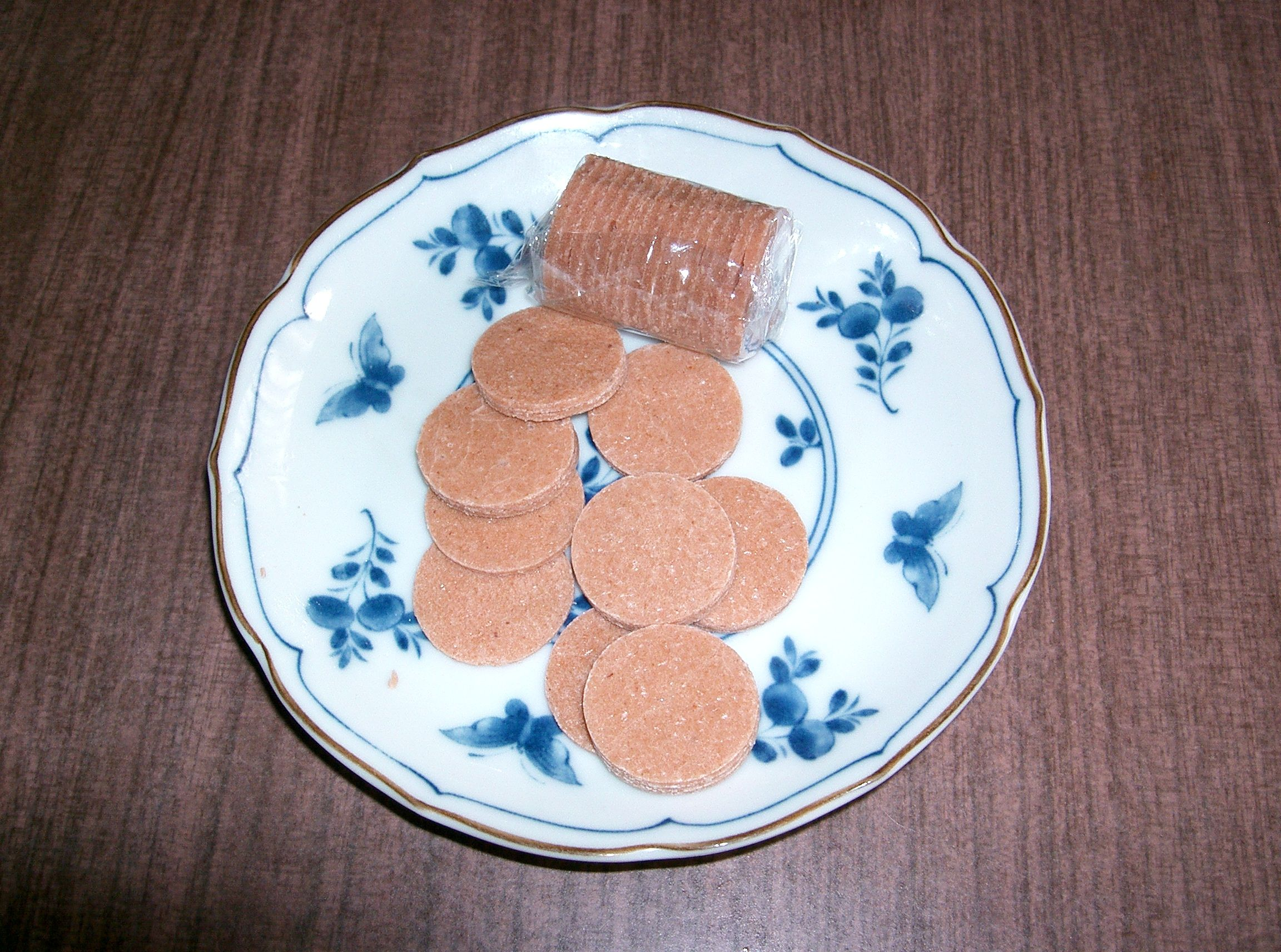